# یزید منصوری
یزید منصوری (عربی: يزيد منصوري؛ زادهٔ ۲۵ فوریهٔ ۱۹۷۸) یک بازیکن فوتبال اهل الجزایر است.